# Удольфские тайны
«Удольфские тайны», в первом русском переводе «Таинства Удольфские» (англ. The Mysteries of Udolpho) — готический роман британской писательницы Анны Радклиф, опубликованный в 1794 году. Стал самой популярной книгой этого автора и архетипическим готическим романом для всех последующих эпох. По словам литературоведа Е. Пиняевой, этот роман «отмечен изощрённым психологизмом и суггестивной повествовательной техникой, в основе которой — нарочитая недосказанность и непрояснённость сюжетных линий».
«Удольфские тайны» часто упоминаются в романе Джейн Остин «Нортенгерское аббатство»: главная героиня, увлечённая этой книгой, часто представляет людей из своего окружения как персонажей Радклиф, и это создаёт комический эффект. Вальтер Скотт посвятил свой первый роман, «Уэверли, или Шестьдесят лет назад», «автору „Удольфских тайн“».